# Lucernaria bathyphila
Lucernaria bathyphila is een neteldier uit de klasse Staurozoa en behoort tot de familie Lucernariidae. Lucernaria bathyphila werd in 1880 voor het eerst wetenschappelijk beschreven door Haeckel.